# Helena Lecapena
Helena Lecapena foi uma imperatriz-consorte bizantina, esposa do imperador Constantino VII Porfirogênito. Ela era filha de Romano I Lecapeno e sua esposa, a imperatriz Teodora.

## Biografia
As mortes do imperador Leão VI, o Sábio, em 912, e de seu irmão e sucessor Alexandre no ano seguinte deixaram o trono do Império Bizantino para Constantino VII, filho de Leão. Porém, na época ele tinha apenas sete anos de idade e o império foi colocado nas mãos de regentes até que ele pudesse assumir o trono.
Nicolau I Místico, o patriarca de Constantinopla foi o principal deles até 914, quando ele foi derrubado por Zoé Carbonopsina, a mãe do jovem imperador e quarta esposa do falecido Leão VI. Zoé reinou com o apoio do influente general Leão Focas até 919, quando Leão levou o exército bizantino a uma série de derrotas contra Simeão I da Bulgária durante a guerra contra o Império Búlgaro.
Em 919, um golpe de estado envolvendo diversas facções conseguiu remover Zoé do poder. O novo regente e um dos líderes do golpe foi o drungário da marinha bizantina Romano Lecapeno. Ele imediatamente arranjou o casamento de sua filha, Helena, com Constantino VII como uma forma de legitimar sua posição e assegurar uma conexão de sua família com a dinastia macedônica.

## Reino de Romano

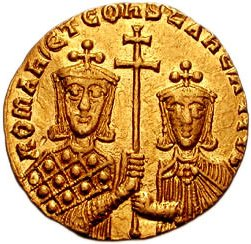
Soldo em ouro representando e, pai e marido de Helena

A obra de Teófanes Continuado é uma continuação da crônica de Teófanes, o Confessor feita por outros autores ativos durante reinado de Constantino. A descrição de seu casamento na crônica nos permite identificar o mês de abril ou maio de 919 como data do casamento. O noivo tinha alguns meses ainda para completar quatorze anos. A idade de Helena não está citada, mas é muito provável que ela também fosse menor de idade. O casal só viria a ter filhos na década de 930. Romano foi proclamado basileopátor ("pai do imperador") por conta do casamento. Em setembro de 920, ele foi também investido do título de césar. Em 17 de dezembro do mesmo ano, Romano foi coroado como co-imperador e, de fato, se tornou o mais importante dos dois, assegurando o poder.
Helena agora era esposa do co-imperador mais júnior e sua mãe, Teodora foi coroada como augusta em janeiro de 921, sendo a mais sênior da hierarquia do palácio até a sua morte em 20 de fevereiro de 922. Helena então se tornou a mais sênior, mas não a única. O irmão dela, Cristóvão Lecapeno se tornou co-imperador em 921 e, antes disso, tinha se casado com Sofia, a filha do magistro Nicetas e ela também foi coroada imperatriz com o marido. Eles tiveram três filhos.
Em 924, o império tinha um imperador sênior (Romano), dois juniores (Constantino VII e Cristóvão) e duas imperatrizes (Helena e Sofia). Porém, Romano ainda coroou mais dois de seus filhos como co-imperadores, Estêvão e Constantino Lecapeno. Em 933, Estêvão se casou com Ana, filha de um tal Gabalos, sem filhos. Em 939, Constantino Lecapeno se casou com outra Helena, filha do patrício Adriano. Ela morreu em 14 de janeiro de 940 e ele casou novamente com Teofano Mamas em 2 de fevereiro do mesmo ano. Ele teve um filho, mas a crônica não indica com qual esposa.
Com a graça de Romano, Cristóvão era considerado o mais sênior dos quatro co-imperadores juniores. Ele era o herdeiro do trono até que ele morreu em 931. Romano então não avançou nenhum dos seus filhos mais jovens para a posição de herdeiro sobre Constantino VII, o único que de fato pertencia à linhagem de Leão VI, deixando-o como o possível herdeiro e colocando Helena na posição de se tornar a imperatriz sênior quando seu pai morresse.
Esta situação perdurou até 16 de dezembro de 944. Temendo que seu pai fosse permitir que Constantino VII assumisse de fato o trono, seus filhos o prenderam e o exilaram para a Ilhas dos Príncipes, forçando-o a se tornar um monge.

## Reino de Constantino
Constantino VII foi então restaurado à posição de imperador sênior após vinte e quatro anos como co-imperador júnior. Em 27 de janeiro de 945, seus cunhados e co-imperadores foram depostos e também exilados, deixando-o como imperador sozinho. Helena então se tornou a única imperatriz.
Sem experiência executiva, Constantino se devotou principalmente às suas investigações acadêmicas e delegou a autoridade para os burocratas e generais da corte, e também para a sua energética esposa Helena.
O casamento deles resultou no nascimento de diversos filhos, incluindo:
- Leão, que morreu jovem.
- Romano II, futuro imperador.[1]
- Teodora, que se casou com o imperador João I Tzimisces.[1]
- Zoé, Ágata, Teófano e Ana, todas enviadas para um convento.

Romano II se tornou o co-imperador e herdeiro de Constantino VII. Quando ele morreu em 9 de novembro de 959, ele sucedeu ao pai no trono. Sua esposa, Teofano o convenceu a enviar todas as suas cinco irmãs para o convento de Kanikelon e Helena parece ter se retirado da vida na corte neste ponto.
Ela morreu em 19 de setembro de 961 e o evento é um dos últimos relatados na obra de Teófanes Continuado.